# St. George River (tillflöde till Mitchell River)
Saint George River är ett vattendrag i Australien. Det ligger i delstaten Queensland, omkring 1 500 kilometer nordväst om delstatshuvudstaden Brisbane.
Omgivningarna runt Saint George River är huvudsakligen savann. Trakten runt Saint George River är nära nog obefolkad, med mindre än två invånare per kvadratkilometer. Genomsnittlig årsnederbörd är 960 millimeter. Den regnigaste månaden är januari, med i genomsnitt 258 mm nederbörd, och den torraste är september, med 2 mm nederbörd.